# Arthur Möller (Komponist)
Arthur Möller (* 25. Januar 1863 in Fischersdorf, Fürstentum Schwarzburg-Rudolstadt; † nach Oktober 1903 in Eichicht, Thüringen) war ein deutscher Komponist und Kapellmeister.

## Leben und Werk
Möller war ab 1888 Kapellmeister in Baden und leitete als solcher die Kurkapelle, die täglich zweimal in den Kasinokonzerten spielte. In diesen wirkte Möller häufig als Violinist und Pianist und spielte auch eigene Kompositionen wie die Operette Pantoffeln und Turban, eine Oper Magdalena sowie ein Notturno und spanische Ständchen für Streichorchester. Zudem hatte die Kurkapelle zweimal den Orchesterpart der Opern und Operetten des Kurtheaters zu übernehmen. So wurden 1890 in 56 Vorstellungen 29 verschiedene Opern aufgeführt.
Von 1899 bis 1903 war Möller von der Kasinogesellschaft ganzjährig engagiert und verdiente ab 1901 ein jährliches Gehalt von 30.550 Schweizer Franken. Hinzu kamen Sonderentschädigungen bei der Mitwirkung in Konzerten der Ortsvereine oder bei den katholischen Gottesdiensten. Seinen umfangreichen Musikalienfundus bot Möller 1903 der Stadt zum Verkauf an. Der Gemeinderat beschloss, diesen für 5000 Schweizer Franken zu erwerben. Infolge einer plötzlichen schweren Erkrankung musste Möller die Anstellung aufgeben und der Verkauf kam nicht mehr zustande. Möller kehrte in seine Heimat zurück, wo er bald darauf verstarb.